# Pavao Skalić
Pavao Skalić (latinizirano Paulus Scalichius; Zagreb, 6. siječnja 1534. – Danzig, 1575.) bio je hrvatski pustolov, humanist i polihistor. Riječ enciklopedija upotrijebio je 1559. kao prvi srodno današnjem značenju.

## Životopis
Pustolovan sin siromašna zagrebačkog školnika. Rođen na Griču gdje pohađa srednju školu. Djeluje na njemačkom govornom području. Prvu naobrazbu stječe u Zagrebu, a već 1545. (ili 1546.) odlazi na studij u Beč, gdje 1549. postaje sveučilišni prvostupnik, a 1551. i magistar.
U Bologni 1553. postiže doktorat iz teologije 7 slobodnih umijeća. Probija se (na temelju falsificiranih isprava i pod lažnim titulama markiza, grofa i baruna) na različite europske dvorove. Kanonik Juraj Herešinec preporučuje ga ljubljanskom biskupu Urbanu, a ovaj dalje kralju Ferdinandu I. u Beč. Kao njegov dvorski kapelan kasnije je raskrinkan. Odlazi u Tübingen, gdje prelazi na protestantizam, i kao štićenik Kristofa Vitenberškog i Ivana Ungnada predaje na tibingenškom sveučilištu. Ondje dolazi u sukob s Primožem Trubarom, čije je djelo recenzirao s obzirom na grafiju i neke riječi jer je smatrao da djela treba tiskati na jeziku koji je razumljiv svim Slavenima, a ne samo Slovencima.
Više puta je protjerivan iz raznih europskih zemalja i njihovih dvorova zbog falsifikata i drugih prijevara (imao lažnu ispravu da je plemićkog podrijetla, grof Lički i knez Unski). U Rimu se sukobljuje s Isusovcima zato što se zanima za zabranjene knjige, te za kabalu. Govori protiv pape, a sve svećenike naziva "ribarima đavla". Duže vrijeme živio je u Königsbergu u Istočnoj Pruskoj, gdje postaje čak prvi ministar pruskog vojvode Albrechta. Prisiljen zbog svojih prijevara da i odonuda bježi, sklanja se u Pariz i pokušava se izmiriti s Rimskom crkvom. Kasnije prelazi u Münster, gdje se vraća katoličanstvu i dobiva kanoničke časti. Umro je na putu za Prusku, kamo mu je bio dopušten povratak. Pokopan je u Danzigu (Gdanjsku) u Karmelićanskoj crkvi.
Prvi ga spominje Ivan Kukuljević Sakcinski. U nekim stranim izvorima navodi se da je njegovo puno ime Stanislav Pavao Skalić.
Na latinskom pisao rasprave o teologiji, filozofiji, okultizmu i historiografiji, vrlo šarolike vrijednosti, često plagirajući. U naslovu svoga na latinskom jeziku pisanoga djela Encyclopaediae seu orbis disciplinarum tam sacrarum quam profanarum epistemon (u prijevodu: Epistemon (znalac) enciklopedije ili kruga svetih i svjetovnih disciplina, Basel, 1559.) Skalić je prvi upotrijebio riječ enciklopedija u značenju srodnom današnjem. Smatra se također piscem medicinskih djela.

## Djela
- Skalić, Pavao:. Epistemon (latinski i hrvatski), priredila Mihaela Girardi-Karšulin; preveli Ivan Kapec, Neven Jovanović i dr., Institut za filozofiju, Zagreb, 2004., ISBN 953-7137-00-7
- Skalić, Pavao (Paulus Scalichius): Dialogus de Lyra, Köln, oko 1570. (za sad se djelo smatra izgubljenim)

## Vanjske poveznice
- Tekst o Skaliću u enciklopediji Proleksis
- Pismo falačkog grofa Wolfganga o putu Stanislava Pavla Skalića u Francusku krajem 1565.
- Pavao Skalić - najveći falsifikator u hrvatskoj povijesti
- Članak o Skaliću u Večernjem listu 13. kolovoza 2023.